# Coracina atriceps
Lagarteiro-das-molucas (Coracina atriceps) é uma espécie de ave da família Campephagidae.
É endémica da Indonésia.
Os seus habitats naturais são: florestas subtropicais ou tropicais húmidas de baixa altitude.